# Gerd Cintl
Gerd Cintl (Düsseldorf, 11 dicembre 1938 – Düsseldorf, 26 dicembre 2017) è stato un canottiere tedesco.

## Palmarès

### Olimpiadi
- 1 medaglia[1]:
  - 1 oro (Roma 1960 nel quattro con)

### Europei
- 2 medaglie[2]:
  - 1 oro (Mâcon 1959 nel quattro con)
  - 1 argento (Poznań 1958 nel due senza)